# Chi Giáng hương
Chi Giáng hương, tên khoa học Pterocarpus, là một chi thực vật có hoa trong họ Đậu.
Nó là chi thuộc phân họ Faboideae và gần đây được gán vào nhánh đơn ngành với tên gọi không chính thức là nhánh Pterocarpustrong phạm vi tông Dalbergieae. Phần lớn các loài của Pterocarpus sản sinh ra gỗ có giá trị, được buôn bán quốc tế dưới các tên gọi như padauk, padouk, mukwa hay narra. Gỗ của P. santalinus được đánh giá cao tại Trung Quốc và tại đây người ta gọi nó là tử đàn (紫檀). Gỗ từ giáng hương ấn (P. indicus) và giáng hương chân (P. macrocarpus) cũng được tiếp thị quốc tế dưới tên gọi amboyna khi chúng được trồng thành dạng có mắt gỗ.

## Từ nguyên
Tên khoa học là dạng viết chữ Latinh của các từ tiếng Hy Lạp cổ πτέρυξ (ptérux) và καρπός (karpós), có nghĩa là "quả cánh", để nói tới hình dạng bất thường của quả đậu trong chi này.

## Các loài
Có 35-66 loài hiện được chấp nhận trong chi này, tùy theo quan điểm phân loại: Danh sách 41 loài dưới đây lấy theo Plants of the World Online.
- Pterocarpus acapulcensis Rose, 1897: Venezuela, Colombia và Mexico.
- Pterocarpus albopubescens Hauman, 1954: CHDC Congo.
- Pterocarpus amazonum (Benth.) Amshoff, 1939: Nhiệt đới Nam Mỹ.
- Pterocarpus amphymenium DC., 1825: Tây nam Mexico.
- Pterocarpus angolensis DC., 1825- Kiaat. Phân bố: Angola, Botswana, dải Caprivi, Congo, KwaZulu-Natal, Malawi, Mozambique, Namibia, các tỉnh Bắc của Nam Phi, Swaziland, Tanzania, Zambia, CHDC Congo, Zimbabwe.
- Pterocarpus antunesii (Taub.) Harms, 1901: Namibia, Zambia.
- Pterocarpus belizensis Standl., 1926: Belize, Honduras, Panamá.
- Pterocarpus brenanii Barbosa & Torre, 1957: Malawi, Mozambique, Zambia, Zimbabwe.
- Pterocarpus casteelsi De Wild., 1924: CHDC Congo.
- Pterocarpus claessensii De Wild., 1924: CHDC Congo.
- Pterocarpus dalbergioides DC., 1814 - Andaman padauk, Andaman redwood, East Indian mahogany. Quần đảo Andaman, du nhập vào Bangladesh, Java, Madagascar.
- Pterocarpus dubius (Kunth) Spreng., 1827: Miền bắc Brasil, Guyana, Venezuela.
- Pterocarpus erinaceus Poir., 1804 - Muninga, barwood, vène. Benin, Burkina, Cameroon, Cộng hòa Trung Phi, Chad, Gabon, Gambia, Ghana, Guinea, Guinea-Bissau, Bờ Biển Ngà, Liberia, Mali, Niger, Nigeria, Senegal, Sierra Leone, Togo.
- Pterocarpus gilletii De Wild., 1924: CHDC Congo.
- Pterocarpus hockii De Wild., 1913: CHDC Congo.
- Pterocarpus homblei De Wild., 1914: CHDC Congo.
- Pterocarpus indicus Willd., 1802 - Giáng hương ấn, giáng hương mắt chim, gióc, huỳnh bá rừng. Bản địa quần đảo Andaman, Bangladesh, quần đảo Bismarck, Borneo, Campuchiaa, quần đảo Caroline, trung nam và đông nam Trung Quốc, Ấn Độ, Java, quần đảo Tiểu Sunda, Malaysia bán đảo, Maldives, Maluku, Myanmar, quần đảo Lưu Cầu, New Guinea, Philippines, quần đảo Santa Cruz, quần đảo Solomon, Sulawesi, Sumatra, Đài Loan, Thái Lan, Vanuatu, Việt Nam. Du nhập vào các đảo trong vịnh Guinea, Kenya, Mauritius, Mozambique, New South Wales, Lãnh thổ Bắc Úc, Queensland, Seychelles, Sierra Leone, Sri Lanka, Tanzania, Trinidad-Tobago, CHDC Congo.
- Pterocarpus lucens Guill. & Perr., 1831: Burkina, Cameroon, Cộng hòa Trung Phi, Chad, Eritrea, Ethiopia, Gambia, Ghana, Guinea, Bờ Biển Ngà, Mali, Mauritania, Niger, Nigeria, Senegal, Sudan, Togo, Uganda, CHDC Congo.
- Pterocarpus macrocarpus Kurz, 1874 - Giáng hương, giáng hương chân, song lã, giáng hương quả to. Phân bố: Bản địa Campuchia, Lào, Myanmar, Thái Lan, Việt Nam. Du nhập vào Assam, Cuba, Puerto Rico.
- Pterocarpus marsupium Roxb., 1799 - Indian kino, Malabar kino, benga, bijiayasal (Tây Nepal), venkai. Bản địa Bangladesh, Ấn Độ, Nepal, Sri Lanka. Du nhập vào Madagascar, Trinidad-Tobago.
- Pterocarpus megalocarpus Harms, 1915: Mozambique.
- Pterocarpus michelianus N. Zamora, 2000: Costa Rica, El Salvador, Guatemala, Honduras, tây nam Mexico (Guerrero), Nicaragua.
- Pterocarpus mildbraedii Harms, 1922: Benin, Cameroon, Cộng hòa Trung Phi, Congo, Gabon, Ghana, các đảo trong vịnh Guinea, Bờ Biển Ngà, Liberia, Nigeria, Sierra Leone, Togo.
- Pterocarpus monophyllus Klitg., L.P.Queiroz & G.P.Lewis, 2000: Đông bắc Brasil (Bahia).
- Pterocarpus mutondo De Wild., 1902: CHDC Congo.
- Pterocarpus officinalis Jacq., 1763: Từ miền nam Mexico tới nhiệt đới Nam Mỹ.
- Pterocarpus orbiculatus DC., 1825: Mexico (trung, tây nam và vùng vịnh).
- Pterocarpus osun Craib, 1910: Cameroon, Congo, Gabon, Nigeria, CHDC Congo.
- Pterocarpus rohrii Vahl, 1791:: Từ miền nam Mexico tới miền nam nhiệt đới Nam Mỹ.
- Pterocarpus rotundifolius (Sond.) Druce, 1917: Angola, Botswana, dải Caprivi, KwaZulu-Natal, Malawi, Mozambique, Namibia, các tỉnh Bắc của Nam Phi, Swaziland, Zimbabwe.
- Pterocarpus santalinoides L'Hér. ex DC., 1825 - Mututi. Phân bố: Trinidad tới miền nam nhiệt đới Nam Mỹ, tây và tây trung nhiệt đới châu Phi.
- Pterocarpus santalinus L. f., 1782 - Tử đàn lá nhỏ, red sandalwood, red sanders. Miền nam Ấn Độ.
- Pterocarpus soyauxii Taub., 1895 - African padauk, African coralwood. Angola (tỉnh Cabinda), Cameroon, Cộng hòa Trung Phi, Congo, Guinea Xích đạo, Gabon, Nigeria, CHDC Congo.
- Pterocarpus steinbachianus Harms, 1926: Bolivia đến miền bắc Brasil (Acre).
- Pterocarpus tessmannii Harms, 1910: Guinea Xích đạo, Gabon.
- Pterocarpus tinctorius Welw., 1858: Angola, Malawi, Mozambique, Tanzania, Zambia, CHDC Congo.
- Pterocarpus velutinus De Wild., 1914: CHDC Congo.
- Pterocarpus vidalianus Rolfe, 1884: Đặc hữu Philippines.
- Pterocarpus villosus (Mart. ex Benth.) Mart. ex Benth., 1860: Đông bắc Brasil.
- Pterocarpus zehntneri Harms, 1921: Miền đông Brasil.
- Pterocarpus zenkeri Harms, 1899: Đặc hữu Cameroon.

## Hình ảnh

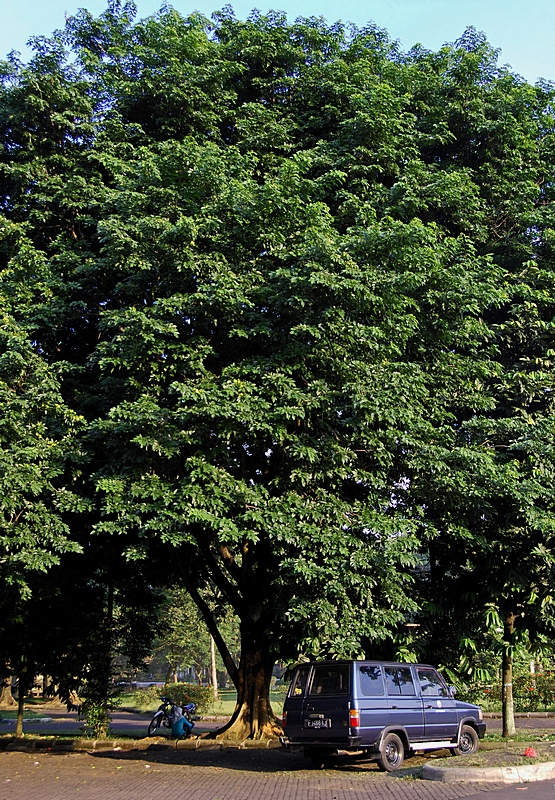